# Fabian Norsten
Fabian Norsten (* 11. Juli 2000 in Tyresö) ist ein schwedischer Handballspieler.

## Karriere

### Im Verein
Fabian Norsten spielte zunächst in Schweden für Hammarby IF HF und ab 2019 für IFK Skövde HK. 2022 wechselte er zum deutschen Erstligaaufsteiger VfL Gummersbach. Nach nur einer Saison verließ er Gummersbach wieder und ging nach Dänemark zu Aalborg Håndbold. 2024 stand er mit Aalborg im Finale der EHF Champions League, wo sie gegen den FC Barcelona verloren. Mit Aalborg gewann er 2024 und 2025 die dänische Meisterschaft sowie 2025 den Pokal.

### In Auswahlmannschaften
Mit der schwedischen Jugend-Nationalmannschaft gewann er die U18-Europameisterschaft 2018 und wurde zudem in das All-Star Team gewählt.
Für die Europameisterschaft 2022 wurde er aufgrund einer Corona-Infektion von Andreas Palicka während des Turniers nachnominiert, absolvierte aber kein Spiel auf dem Weg zum Titelgewinn. Sein Debüt für die A-Nationalmannschaft gab er dann im März 2022 gegen Polen. Bei der Weltmeisterschaft 2025 bestritt er vier Spiele und belegte mit dem Team den 14. Platz.